# Robert Talarczyk
Robert Talarczyk (ur. 21 stycznia 1968 w Katowicach) – polski reżyser, aktor teatralny i filmowy, scenarzysta, dramaturg, autor i tłumacz piosenek, dyrektor Teatru Śląskiego im. Stanisława Wyspiańskiego w Katowicach.

## Życiorys
Absolwent VII Liceum Ogólnokształcącego w Katowicach. Ukończył studia na Wydziale Aktorskim we Wrocławiu Akademii Sztuk Teatralnych im. Stanisława Wyspiańskiego. Po studiach związany przez kilkanaście lat jako aktor z Teatrem Rozrywki w Chorzowie, w którym debiutował również jako reżyser (Ptasiek, 1998). Współpracował z teatrami instytucjonalnymi, prywatnymi i offowymi w Polsce oraz zagranicą. Tworzył też spektakle Teatru Telewizji TVP i Teatru Polskiego Radia. Jako reżyser realizował sceniczne debiuty tekstów Artura Pałygi i Weroniki Murek. Zrealizował kilkadziesiąt spektakli, spośród których wiele zostało laureatami bądź finalistami najważniejszych polskich festiwali i konkursów teatralnych, takich jak: Ogólnopolski Konkurs na Wystawienie Polskiej Sztuki Współczesnej, Festiwal Prapremier, Festiwal Polskich Sztuk Współczesnych „R@port” czy Festiwal Teatru Polskiego Radia i Teatru Telewizji Polskiej „Dwa Teatry”. W 2012 roku został zgłoszony do Paszportu „Polityki” w kategorii Teatr. Jest laureatem Specjalnej Złotej Maski (Nagroda Artystyczna Marszałka Województwa Śląskiego) za kreatywność i wszechstronność umiejętności adaptatorskich, aktorskich i reżyserskich.
W latach 2005–2013 był dyrektorem naczelnym i artystycznym Teatru Polskiego w Bielsku-Białej. Od września 2013 roku pełni funkcję dyrektora naczelnego i artystycznego Teatru Śląskiego im. Stanisława Wyspiańskiego w Katowicach. Jako dyrektor Teatru Śląskiego położył nacisk na twórczość związaną z tradycjami regionu i województwa śląskiego, za co został uhonorowany m.in. Cegłą z Gazety – nagrodą dla najważniejszych śląskich twórców kultury. Zrealizowane przez niego spektakle, które dotyczą śląskiej tematyki to: Cholonek, Piąta strona świata, Wujek.81. Czarna ballada, Drach, Pokora, Nikaj i Byk. W latach 2013–2015 realizowany był w Teatrze Śląskim im. St. Wyspiańskiego jego autorski cykl „Śląsk święty / Śląsk przeklęty”, w ramach którego swoje spektakle realizowali m.in. Arkadiusz Jakubik, Jacek Głomb, Ewelina Marciniak czy Ingmar Villqist.
Od 2018 roku pełni funkcję dyrektora artystycznego Międzynarodowego Festiwalu „Open the Door” w Katowicach, którego był pomysłodawcą. Od 2020 roku jest przewodniczącym kapituły Nagrody im. Kazimierza Kutza powołanej przez Miasto Katowice, Uniwersytet Śląski i Teatr Śląski.
Jako aktor występował m.in. w filmach Macieja Pieprzycy, Magdaleny Piekorz czy Małgorzaty Szumowskiej.
Pisze i tłumaczy teksty piosenek (m.in. Nicka Cave’a, Toma Waitsa czy Jaromira Nohavicy). W 2011 roku ukazała się jego debiutancka płyta Słowa.
W 2015 roku został odznaczony Złotym Krzyżem Zasługi, w 2017 Srebrnym Medalem Zasłużony Kulturze „Gloria Artis”, natomiast w 2019 został laureatem Nagrody im. Wojciecha Korfantego. Jest również laureatem VIII edycji Nagrody im. Zygmunta Hübnera Człowiek Teatru.

## Reżyseria spektakli
- Ptasiek – William Wharton – Teatr Rozrywki w Chorzowie. Premiera 15.05.1998[17]
- Dzieła wszystkie Szekspira w nieco skróconej formie – Teatr Rozrywki w Chorzowie. Premiera 18.11.1999[18]
- Ballady kochanków i morderców według Nicka Cave’a – Teatr Korez w Katowicach. Premiera 22.02.2002[19]
- Miłość Fedry – Sarah Kane – Teatr Gry i Ludzie w Katowicach. Premiera 28.02.2003[20]
- Niezidentyfikowane szczątki ludzkie i prawdziwa natura miłości – Brad Freser – Teatr Gry i Ludzie w Katowicach. Premiera 11.06.2004[21]
- Cholonek, czyli dobry Pan Bóg z gliny – Janosch Teatr Korez w Katowicach. Premiera 16.10.2004[22]
- Krzyk według Jacka Kaczmarskiego – Teatr Rozrywki w Chorzowie. Premiera 20.11.2004[23]
- Korowód według Marka Grechuty – Teatr Polski w Bielsku-Białej Premiera 5.11.2005[24]
- Allo! Allo! – Jeremy Lloyd, David Croft. Teatr Polski w Bielsku-Białej. Premiera 7.01.2006[25]
- Zła opinia – piosenki Georges’a Brassensa – Teatr Polski w Bielsku-Białej. Premiera 5.02.2006[26]
- Pomalu, a jeszcze raz! – Igor Šebo. Teatr Rozrywki w Chorzowie. Premiera 29.06.2006[27]
- Dostojewski – Teatr Polski w Bielsku-Białej. Premiera 7.10.2006
- Testament Teodora Sixta – Artur Pałyga. Teatr Polski w Bielsku-Białej. Premiera 5.11.2006[28]
- Do łez – piosenki wesołe i wzruszające – Teatr Polski w Bielsku-Białej.
- Underground – Teatr Śląski im. S. Wyspiańskiego w Katowicach. Premiera 12.05.2007[29]
- Kometa, czyli ten okrutny wiek XX, wg Nohavicy – Teatr Korez w Katowicach. Premiera 31.03.2007[30]
- Intercity – Igor Šebo. Teatr Polski w Bielsku-Białej. Premiera 7.10.2007[31]
- Żyd – Artur Pałyga. Teatr Polski w Bielsku-Białej. Premiera 16.02.2008[32]
- Szwejk – Jaroslav Hašek. Teatr Polski w Bielsku-Białej. Premiera 10.05.2008[33]
- Pomalu, a jeszcze raz! – Igor Šebo. Teatr „Capitol” w Warszawie. Premiera 30.11.2008
- Dwa – Jim Cartwright. Teatr Korez w Katowicach. Premiera 9.10.2009[34]
- Popcorn – Ben Elton. Teatr Polski w Bielsku-Białej. Premiera 14.11.2009[35]
- Moje drzewko pomarańczowe – José Mauro de Vasconcelos. Teatr Polski w Bielsku-Białej. Premiera 25.04.2010[36]
- Mistrz & Małgorzata Story – na motywach powieści M. Bułhakowa. Teatr Polski w Bielsku-Białej. Premiera 15.01.2011[37]
- Bulwar zdradzonych marzeń – Teatr Muzyczny w Gliwicach. Premiera 30.09.2011[38]
- Carmen, czyli sztuka na dziesięć telefonów komórkowych – Esther Vilar. Teatr „Capitol” w Warszawie. Światowa prapremiera 23.10.2011[39]
- Ptaszek – Katarzyna Lengren. Teatr Kamienica w Warszawie. Premiera 18.12.2011[40]
- Monsters. Pieśni morderczyń – Teatr Rampa. Premiera 24.02.2012[41]
- Amadeus – Peter Shaffer. Teatr Polski w Bielsku-Białej. Premiera 15.06.2012[42]
- Szwedzki stół – Marek Modzelewski. Teatr „Capitol” w Warszawie. Premiera 05.11.2012[43]
- Tango Piazzolla – Anna Burzyńska. Teatr Rampa. Współreżyseria z Witoldem Mazurkiewiczem. Premiera 15.11.2012[44]
- Walizki pełne wody – Piosenki Kabaretu Moralnego Niepokoju. Teatr Polski w Bielsku-Białej Premiera 5.01.2013[45]
- Piąta strona świata – Kazimierz Kutz. Teatr Śląski. Prapremiera 16.02.2013[46]
- My Fair Lady – Alan Jay Lerner, Frederick Loewe. Opera Śląska. Premiera 11.05.2013[47]
- Chewingum Revolution – Julia Holewińska. Teatro Astra. Turyn. Premiera 20.07.2013
- List do Pana Balzaka. Teatr Śląski. Premiera 13.10.2013[48]
- Lot nad kukułczym gniazdem – Ken Kesey/Dale Wasserman. Teatr Śląski. Premiera 22.11.2013[49]
- Snack Story. Teatr Śląski. Premiera 27.06.2014[50]
- Dubbing Street – Petr Zelenka. Teatr Śląski. Prapremiera 17.10.2014[51]
- Quasi-Paradiso (Prawie-raj) – Irena Świtalska. Fondazione Teatro Piemonte Europa w Turynie. Prapremiera 24.02.2015[52]
- Western – Artur Pałyga (współreżyseria: Rafał Urbacki). Teatr Śląski. Prapremiera 4.09.2015[53]
- Sztuka mięsa – Weronika Murek. Teatr Śląski. Prapremiera 18.12.2015.[54]
- Historia żołnierza – Igor Strawinski. Narodowa Orkiestra Symfoniczna Polskiego Radia (koprodukcja: Teatr Śląski). Premiera 3.03.2016[55]
- I Tre Moschettieri. VI puntata – Aleksander Dumas. Fondazione Teatro Piemonte Europa w Turynie. Premiera 6.04.2016[56]
- W 80 dni dookoła świata. Tam i z powrotem – Juliusz Verne, adaptacja Robert Górski. Teatr Śląski. Prapremiera 17.06.2016.[57]
- Wujek.81. Czarna ballada – scenariusz i reżyseria. Teatr Śląski. Prapremiera 17.12.2016.[58]
- Inwazja jaszczurów – Karel Čapek. Adaptacja (współpraca Weronika Murek) i reżyseria. Teatr Modrzejewskiej w Legnicy. Polska prapremiera 9.04.2017 r.[59]
- Terror – Ferdinand von Schirach. Adaptacja i reżyseria. Teatr Śląski. Sala Sejmu Śląskiego. Polska prapremiera 17.06.2017 r.[60]
- Himalaje – Dariusz Kortko, Marcin Pietraszewski, Artur Pałyga. Teatr Śląski w Katowicach. Prapremiera 19.05.2018 r.[61]
- Drach – Szczepan Twardoch. Adaptacja i reżyseria. Teatr Śląski w Katowicach i Teatr Ziemi Rybnickiej. Prapremiera w Rybniku 21.10.2018 r., premiera w Katowicach 27.10.2018 r.[62]
- Inteligenci – Marek Modzelewski. Reżyseria. Teatr Śląski w Katowicach i Teatr Korez. Prapremiera 8.02.2019 r.[63]
- Kaczmarski. 4 pory niepokoju – scenariusz i reżyseria. Teatr im. Aleksandra Sewruka w Elblągu. Prapremiera 25.05.2019 r.[64]
- On wrócił – Timur Vermes. Reżyseria. Teatr Śląski w Katowicach. Premiera 29.11.2019 r.[65]
- Boska – Peter Quilter. Reżyseria. Teatr Ludowy w Krakowie. Premiera 20.02.2021 r.[66]
- Pokora – Szczepan Twardoch. Reżyseria. Teatr Śląski w Katowicach. Prapremiera 11.06.2021 r.[67]
- Nikaj – Zbigniew Rokita. Reżyseria. Teatr Zagłębia w Sosnowcu. Prapremiera 10.09.2021 r.[68]
- Jentl – Isaac Bashevis Singer. Reżyseria. Teatr Żydowski w Warszawie. Premiera 26.11.2021 r.[69]
- Byk – Szczepan Twardoch. Współreżyseria Szczepan Twardoch, Robert Talarczyk. STUDIO Teatrgaleria w koprodukcji z Fundacją Teatru Śląskiego „Wyspiański”, Teatrem Łaźnia Nowa w Krakowie, Instytutem im. Jerzego Grotowskiego we Wrocławiu i w partnerstwie z Teatrem Korez. Prapremiera 19.03.2022 r.[6]
- Weltmajstry – Zbigniew Rokita. Reżyseria. Teatr Korez w Katowicach. Pokaz przedpremierowy w ramach Letniego Ogrodu Teatralnego 27.08.2022 r.[70]
- Hamlet we wsi Głucha Dolna – Ivo Brešan. Reżyseria. Teatr Nowy im. Kazimierza Dejmka w Łodzi. Premiera 6.01.2023 r.[71]
- Empuzjon – Olga Tokarczuk. Adaptacja i reżyseria. Koprodukcja: Teatr Śląski w Katowicach, STUDIO Teatrgaleria, Instytut im. Jerzego Grotowskiego. Prapremiera 12 maja 2023 r.[72]
- Hotel Korfanty – Artur Pałyga. Reżyseria. Prapremiera w Teatrze Telewizji 6 listopada 2023.[73]
- Korfanty. Rebelia! – Artur Pałyga. Reżyseria. Teatr Śląski w Katowicach. Prapremiera 12 stycznia 2024 r.[74]
- Godej do mie – scenariusz i reżyseria. Teatr Śląski. Prapremiera w Hotelu Diament Plaza Katowice 5 kwietnia 2024 r.[75]
- Kocham Cię proszę pana – Zbigniew Rokita. Teatr Korez. Pokaz przedpremierowy w ramach Letniego Ogrodu Teatralnego 31 sierpnia 2024 r. Premiera 13 września 2024 r.
- MonsterS. MORDERCZE PIEŚNI – scenariusz i reżyseria. Teatr Rozrywki w Chorzowie. Premiera 8 listopada 2024 r.[76]

## Nagrody
- 2002 – laureat Nagrody Marszałka Województwa Śląskiego dla Młodych Twórców w dziedzinie kultury[77]
- 2005 – Złota Maska w kategorii Spektakl Roku za spektakl Cholonek, czyli dobry Pan Bóg z gliny (współreżyseria Mirosław Neinert), Teatr Korez w Katowicach[78]
- 2005 – Specjalna Złota Maska za kreatywność i wszechstronność umiejętności adaptacyjnych, aktorskich i reżyserskich w spektaklach Krzyk według Jacka Kaczmarskiego, Cholonek… i Niezidentyfikowane szczątki ludzkie i prawdziwa natura miłości[78]
- 2008 – Nagroda Młodych Krytyków XVI Międzynarodowego Festiwalu Zderzenie za spektakl Intercity[79]
- 2008 – Perła Sąsiadów, nagroda Festiwalu Teatrów Europy Środkowej Sąsiedzi w Lublinie za spektakl Cholonek…[80]
- 2008 – Nagroda Główna Festiwalu Polskich Sztuk Współczesnych R@port w Gdyni za spektakl Żyd[81], Teatr Polski w Bielsku-Białej
- 2009 – Perła Sąsiadów, nagroda Festiwalu Teatrów Europy Środkowej Sąsiedzi w Lublinie za spektakl Szwejk[82], Teatr Polski w Bielsku-Białej
- 2009 – Nagroda za reżyserię spektaklu Pomalu, a jeszcze raz! Teatr „Capitol” w Warszawie na Festiwalu Talia w Tarnowie[83]
- 2010 – Nagroda Kabaretu Rak – HANYS za umiejętność łączenia działań aktora, reżysera i menadżera[84]
- 2012 – Nagroda Tygodnia Kultury Śląska[85]
- 2013 – Nagroda za najlepsze przedstawienie XIX edycji Ogólnopolskiego Konkursu na Wystawienie Polskiej Sztuki Współczesnej dla spektaklu Piąta strona świata[86]
- 2013 – Cegła z Gazety – Nagroda im. Janoscha[87]
- 2014 – Złota Maska za reżyserię spektaklu Piąta strona świata Kazimierza Kutza w Teatrze Śląskim im. St. Wyspiańskiego w Katowicach[88]
- 2014 – Złota Maska w kategorii Przedstawienie Roku – Piąta strona świata Kazimierza Kutza w Teatrze Śląskim im. St. Wyspiańskiego w Katowicach[88]
- 2014 – nagroda za reżyserię – za oryginalne przeniesienie do telewizji spektaklu teatru żywego planu „Piąta strona świata” na XIV Festiwalu Teatru Polskiego Radia i Teatru Telewizji Polskiej „Dwa Teatry” – Sopot 2014[89]
- 2014 – nagroda za oryginalny współczesny polski tekst dramatyczny lub adaptację teatralną – za adaptację książki Kazimierza Kutza „Piąta strona świata” na XIV Festiwalu Teatru Polskiego Radia i Teatru Telewizji Polskiej „Dwa Teatry” – Sopot 2014[89]
- 2017 – Złota Maska za najlepszy spektakl dla młodych widzów „W 80 dni dookoła świata. Tam i z powrotem”[90]
- 2017 – srebrny Medal „Zasłużony Kulturze Gloria Artis”[91]
- 2018 – Nagroda Honorowa im. Krzysztofa Zaleskiego za twórczość odrzucającą stereotypy i łatwe nowinki, umocowaną w pamięci i historii, dotyczącą problemów współczesności za spektakl „Wujek.81.Czarna ballada” na XVIII Festiwalu Teatru Polskiego Radia i Teatru Telewizji Polskiej „Dwa Teatry” – Sopot 2018[92]
- 2019 – nagroda za najlepszą reżyserię na Międzynarodowym Festiwalu Teatralnym „Baszta” w Królewcu za spektakl „Kaczmarski. Cztery pory niepokoju” wyprodukowany w Teatrze im. Aleksandra Sewruka w Elblągu[93]
- 2019 – Nagroda im. Wojciecha Korfantego[94]
- 2020 – Nagroda Prezydenta Miasta Katowice w Dziedzinie Kultury[95]
- 2021 – Człowiek Teatru. Nagroda im. Zygmunta Hübnera[96]
- 2022 – „Promotor Polski”, tytuł przyznawany przez Fundację Polskiego Godła Promocyjnego „Teraz Polska”[97]
- 2022 – Nagroda im. ks. Augustina Weltzla „Górnośląski Tacyt”[98]
- 2023 – medal XXX-lecia Stowarzyszenia „Wspólnota Polska”
- 2024 – Złota Maska w kategorii Spektakl Roku – „Empuzjon”. Adaptacja i reżyseria: Robert Talarczyk. Koprodukcja: Teatr Śląski w Katowicach, STUDIO Teatrgaleria, Instytut im. Jerzego Grotowskiego[99]
- 2024 – nagroda Kapituły Akredytowanych Dziennikarzy za najlepsze przedstawienie 38. Toruńskich Spotkań Jednego Aktora za spektakl „Byk”[100]
- 2024 – Nagroda Honorowa im. Krzysztofa Zaleskiego „za twórczość odrzucającą stereotypy i łatwe nowinki, umocowaną w pamięci i historii, dotyczącą problemów współczesności” – nagroda za reżyserię spektaklu „Hotel Korfanty” na XXIII Festiwalu Teatru Telewizji Polskiej i Teatru Polskiego Radia „Dwa Teatry” w Sopocie

## Filmografia
- 2005 – Barbórka jako Andrzej
- 2006 – Kryminalni. Misja śląska jako Joachim Budny ps. „Grabarz”
- 2006 – Kryminalni jako Joachim Budny ps. „Grabarz” (odc. 41–43 – Tryptyk śląski)
- 2007 – U Pana Boga w ogródku jako Buncol, kapitan CBŚ i kierowca nadinspektora
- 2008 – Senność
- 2009 – Drzazgi
- 2010 – Ewa jako Leon
- 2018 – Twarz jako szwagier Jacka
- 2020 – Listy do M. 4 jako Socha